# Erich Hüttenhein
Erich Hüttenhein (* 1889; † 2. Mai 1945 in Zingst) war ein deutscher Verwaltungsjurist.

## Leben
Hüttenhein studierte an der Friedrichs-Universität Halle Rechtswissenschaft. 1908 wurde er im Corps Borussia Halle recipiert. Als Referendar am Kammergericht wurde er 1912 zum Dr. iur. et rer. pol. promoviert. Nach der Assessorprüfung trat er in die innere Verwaltung Preußens. Er war Regierungsrat beim Oberpräsidium der Provinz Pommern. Er wurde im April 1931 kommissarisch, später endgültig zum Landrat im Landkreis Regenwalde ernannt. Sechs Tage vor der Bedingungslosen Kapitulation der Wehrmacht setzte er seinem Leben mit 56 Jahren ein Ende. Wie Joseph Goebbels am Tag zuvor „hat [er] am 2. Mai 1945 seine Frau und sich erschossen, nachdem er bis zum letzten auf seinem Posten als Landrat in Pommern ausgeharrt hatte. Ein Mann seiner Umgebung schreibt: Wir beugen uns in Ehrfurcht vor dieser Größe“.

## Veröffentlichungen
- Die Handelsschiffe der Kriegführenden (eine völkerrechtliche Studie). Zeitschrift für Völkerrecht und Bundesstaatsrecht, Bd. 6, Beiheft 2 (1912)